# Leichtathletik-Länderkämpfe mit bundesdeutscher Beteiligung 1980
| Leichtathletik-Länderkämpfe mit bundesdeutscher Beteiligung 1980 | Leichtathletik-Länderkämpfe mit bundesdeutscher Beteiligung 1980 | Leichtathletik-Länderkämpfe mit bundesdeutscher Beteiligung 1980 | Leichtathletik-Länderkämpfe mit bundesdeutscher Beteiligung 1980 |
| ---------------------------------------------------------------- | ---------------------------------------------------------------- | ---------------------------------------------------------------- | ---------------------------------------------------------------- |
|                                                                  |                                                                  |                                                                  |                                                                  |
| 1. Länderkampf 1980, Geher (Männer): FRG – MEX – SWE – ESP – HUN |                                                                  |                                                                  |                                                                  |
| Rhede 19./20. April 1980                                         | Rhede 19./20. April 1980                                         | 1. MEX 2. FRG 3. SWE 4. ESP 5. HUN                               | 60 P 50 P 44 P 42 P 39 P                                         |
| 2. Länderkampf 1980, Geher (Männer): FRG – FRA                   |                                                                  |                                                                  |                                                                  |
| Simmerath 17. Mai 1980                                           | Simmerath 17. Mai 1980                                           | 1. FRG 2. FRA                                                    | 24 P 20 P                                                        |
| 3. Länderkampf 1980, Geher (Frauen): FRG – FRA                   |                                                                  |                                                                  |                                                                  |
| Simmerath 17. Mai 1980                                           | Simmerath 17. Mai 1980                                           | 1. FRG 2. FRA                                                    | 12 P 10 P                                                        |
| 4. Länderkampf 1980, Werfer (Männer): ITA – FRG                  |                                                                  |                                                                  |                                                                  |
| Formia 17./18. Mai 1980                                          | Formia 17./18. Mai 1980                                          | 1. FRG 2. ITA                                                    | 75 P 68 P                                                        |
| 5./6. Länderkampf 1980, Frauen: FRG – GBR / FRG – ROU            |                                                                  |                                                                  |                                                                  |
| Stuttgart 5. Juni 1980                                           | Stuttgart 5. Juni 1980                                           | 1. GBR 2. FRG                                                    | 78 P 67 P                                                        |
| Stuttgart 5. Juni 1980                                           | Stuttgart 5. Juni 1980                                           | 1. FRG 2. ROU                                                    | 79 P 50 P                                                        |
| 7. Länderkampf 1980, Geher (Frauen): SWE – FRG – FRA – DNK – SUI |                                                                  |                                                                  |                                                                  |
| Borås 7. Juni 1980                                               | Borås 7. Juni 1980                                               | 1. SWE 2. FRG 3. FRA 4. DNK 5. SUI                               | 43 P 27 P 22 P 15 P 14 P                                         |
| 8. Länderkampf 1980, Männer: POL – FRG                           |                                                                  |                                                                  |                                                                  |
| Warschau 9./10. Juni 1980                                        | Warschau 9./10. Juni 1980                                        | 1. POL 2. FRG                                                    | 107 P 104 P                                                      |
| 9./10. Länderkampf 1980, Frauen: POL – FRG / FRG – HUN           |                                                                  |                                                                  |                                                                  |
| Warschau 9./10. Juni 1980                                        | Warschau 9./10. Juni 1980                                        | 1. POL 2. FRG                                                    | 78 P 55 P                                                        |
| Warschau 9./10. Juni 1980                                        | Warschau 9./10. Juni 1980                                        | 1. FRG 2. HUN                                                    | 76 P 57 P                                                        |
| 11. Länderkampf 1980, Nachwuchs (Männer): ITA – FRG              |                                                                  |                                                                  |                                                                  |
| Venedig 15./16. Juli 1980                                        | Venedig 15./16. Juli 1980                                        | 1. ITA 2. FRG                                                    | 121 P 90 P                                                       |
| 12. Länderkampf 1980, Straßenlauf (Männer): NLD – FRG – SUI      |                                                                  |                                                                  |                                                                  |
| Baarn 6. August 1980                                             | Baarn 6. August 1980                                             | 1. FRG 2. NLD 3. SUI                                             | 8:05:33 h 8:06:35 h 8:07:17 h                                    |
| 13. Länderkampf 1980, Zehnkampf (Männer): FRG – URS              |                                                                  |                                                                  |                                                                  |
| Lage 6./7. September 1980                                        | Lage 6./7. September 1980                                        | 1. URS 2. FRG                                                    | 31.735 P 31.605 P                                                |
| 14. Länderkampf 1980, Fünfkampf (Frauen): FRG – URS              |                                                                  |                                                                  |                                                                  |
| Lage 6./7. September 1980                                        | Lage 6./7. September 1980                                        | 1. FRG 2. URS                                                    | 17.730 P 17.647 P                                                |
| Chronik                                                          |                                                                  |                                                                  |                                                                  |
| ← Länderkämpfe 1979                                              | ← Länderkämpfe 1979                                              | Länderkämpfe 1981 →                                              | Länderkämpfe 1981 →                                              |

Im Jahr 1980 wurden vierzehn Leichtathletikländerkämpfe mit bundesdeutscher Beteiligung in zwölf Veranstaltungen ausgetragen. Das waren fünf Vergleiche mehr als im Vorjahr. Die größte Anzahl von 27 Begegnungen hatte es 1974 gegeben. In der laufenden Saison 1980 wurden wie in den Jahren 1971 bis 1976 wieder Veranstaltungen durchgeführt, in denen drei Nationen antraten, die nicht gemeinsam wie in einem Dreiländerkampf, sondern getrennt in Länderkämpfen mit je zwei Nationen gewertet wurden. Ausgetragen wurden zwei solcher Aufeinandertreffen.
Nicht berücksichtigt sind Veranstaltungen wie der sogenannte „Lugano-Cup“, ein Weltcup der Geher unter dem Dach des Weltleichtathletikverbands (früher: IAAF), der ab 1965 unter Regie des Europäischen Leichtathletikverbands durchgeführte Leichtathletik-Europacup sowie ähnliche Events. Hier handelt es sich um Veranstaltungen, die als eigene Wettbewerbe ähnlich wie auch der Leichtathletik-Continentalcup (ab 1980) und der Geher-Europacup (ab 1996) außerhalb der üblichen Länderkämpfe durchgeführt wurden.
Aufgeführt sind hier die Länderkämpfe bundesdeutscher Leichtathleten. Die Sportler der DDR führten nach der deutschen Teilung im Jahr 1949 eigene Veranstaltungen durch.
Sechs der Vergleiche in dieser Saison bestanden aus dem allgemeinen leichtathletischen Programm. In den anderen acht Begegnungen standen die Wettbewerbsbereiche Gehen, Straßenlauf, Mehrkampf und Werfen auf dem Programm. Frauen und Männer bestritten je sieben Vergleiche. Es war das erste Mal, dass die Frauen genauso viele Länderkämpfe austrugen wie die Männer. Immer war die Zahl der Begegnungen für Männer zuvor höher gewesen als die der Frauen.
Von den Frauenbegegnungen fanden vier als Veranstaltungen allgemeiner leichtathletischer Disziplinen, zwei im Gehen und eine im Fünfkampf statt.
Zwei der Männerbegegnungen waren Wettkämpfe mit den allgemeinen leichtathletischen Disziplinen, zwei weitere wurden von den Gehern bestritten sowie je einer von den Straßenläufern, Zehnkämpfern und Werfern.

## Saisonhöhepunkt
Internationaler Höhepunkt für den Sport sollten in dieser Saison die Olympischen Spiele in Moskau sein. Die Leichtathletikwettbewerbe dort wurden vom 24. Juli bis 1. August ausgetragen. Doch der Aufruf der Vereinigten Staaten zum Boykott dieser Spiele, der aufgrund des Einmarschs der Sowjetunion in Afghanistan im Jahr 1979 erfolgte, führte dazu, dass die Bundesrepublik Deutschland sich mit zahlreichen anderen Staaten dazu entschloss, nicht an den Spielen in Moskau teilzunehmen. Die Entscheidung war sehr umstritten, unter anderem weil es hier zu einer Politisierung des Sports kam und die Aktion auf dem Rücken der Athleten ausgetragen wurde. Andere NATO-Länder wie zum Beispiel Italien und Großbritannien schlossen sich dem Boykott nicht an. Die angestrebte Wirkung einer Verurteilung des militärischen Vorgehens blieb weitgehend aus, zurück blieben die aktiven Sportler, die sich intensiv auf das Großereignis vorbereitet hatten und nun nicht teilnehmen konnten.
Als internationale Veranstaltungen blieben zwei wenig beachtete Events:
- Acht-Nationen-Cup
Der Acht-Nationen-Cup wurde zum zweiten Mal ausgetragen, in dieser Saison am 20. September in Tokio. Teilnehmer waren neben der Bundesrepublik Deutschland die USA, die Sowjetunion, Großbritannien, Polen, Italien, Japan und Finnland. Das bundesdeutsche Team belegte hinter der UdSSR und den USA den dritten Rang. Trotz der Teilnahme vieler hochkarätiger Athleten ging die Veranstaltung im Schatten der Spiele von Moskau unter.
- Weltmeisterschaften der Frauen über 3000 Meter und 400 Meter Hürden
Ausgetragen wurde die Veranstaltung ca. zwei Wochen nach den Olympischen Spielen am 14. und 16. August in Sittard. Hintergrund dieser ersten Weltmeisterschaften für die beiden Disziplinen war die bisherige Nichtaufnahme der beiden hier angebotenen Wettbewerbe in das olympische Frauenprogramm. Im 400-Meter-Hürdenlauf gehörten die stärksten DDR-Athletinnen zu den Teilnehmerinnen, deren Leistungen höchstes Spitzenniveau aufwiesen. Es fehlten dagegen ihre wichtigsten Konkurrentinnen aus weiteren Ländern. So machten Hürdenläuferinnen aus der DDR das Rennen unter sich aus und gewannen alle drei Medaillen, Weltmeisterin wurde Bärbel Broschat. Die einzige Teilnehmerin aus der Bundesrepublik Deutschland Simone Büngener kam im B-Finale auf den vierten Platz.[9]
Auch im Rennen über 3000 Meter fehlte ein großer Teil der Läuferinnen aus der Weltklasse. Weltmeisterin wurde die bundesdeutsche Vertreterin Birgit Friedmann, die in 8:48,1 min einen neuen deutschen Rekord aufstellte.[10]

## Bilanz
In der Saison 1980 gab es für die bundesdeutschen Männer in ihren sieben Länderkämpfen vier Niederlagen, dieselbe Anzahl wie im Vorjahr:
- Geher-Länderkampf gegen Mexiko, Schweden, Spanien und Ungarn am 19./20. April in Rhede (Platz zwei hinter Mexiko wie im letzten Jahr)
- Ländervergleich gegen Polen am 9./10. Juni in der polnischen Hauptstadt Warschau
- Nachwuchs-Länderkampf gegen Italien am 15./16. Juli in Venedig
- Zehnkampf-Vergleich gegen die Sowjetunion am 6./7. September in Lage

Die drei weiteren Männerbegegnungen entschieden die bundesdeutschen Athleten für sich. Die Siege resultierten aus jeweils einem Länderkampf der Geher, der Straßenläufer und der Werfer.
Damit wiesen die Männer ein weiteres Mal eine negative Bilanz auf. Das war in der Länderkampfgeschichte seit 1921 mit den Jahren 1976, 1977 und 1979 erst drei Mal passiert. Am Ende der Saison hatte die bundesdeutsche Mannschaft in ihren nun insgesamt 360 Vergleichen 264 Siege und vier Unentschieden erzielt sowie 92 Niederlagen erlitten.
Die Frauen mussten in ihren sieben Länderkämpfen drei Niederlagen hinnehmen, eine mehr als im letzten Jahr – 1979 hatte es allerdings nur insgesamt drei Frauenbegegnungen gegeben.
- Leichtathletik-Länderkampf gegen Großbritannien am 5. Juni in Stuttgart
- Geher-Länderkampf gegen Schweden, Frankreich, Dänemark und die Schweiz am 7. Junli im schwedischen Borås (Platz zwei hinter Schweden)
- Leichtathletik-Länderkampf gegen Polen am 9./10. Juni in Warschau

Die weiteren vier Frauenbegegnung entschieden die bundesdeutschen Athletinnen für sich. Die Siege resultierten aus zwei allgemeinen Länderkämpfen sowie je einem Vergleich der Geherinnen und Fünfkämpferinnen.
Damit hatten die deutschen Frauen seit 1928 in nun 143 Aufeinandertreffen jetzt insgesamt 97 Siege errungen, ein Unentschieden erzielt und 45 Niederlagen hinnehmen müssen.
In der Gesamtsumme aller ihrer Länderkämpfe hatten die deutschen Leichtathleten von 503 Vergleichen 361 gewonnen, 137 verloren und fünf Unentschieden erzielt. 23 der Niederlagen stammten dabei aus 21 zweiten Plätzen, zwei dritten und einem vierten Rang sowie einer Platzierung ohne Wertung hinter vier Gegnerteams in Begegnungen mit mehr als zwei Nationen.

## Bedeutung der Länderkämpfe in der Leichtathletik
Der Stellenwert von Länderkämpfen war in den letzten Jahren erheblich gesunken. Die Konkurrenz anderer Veranstaltungen war groß und sollte weiter wachsen. In den vergangenen Jahren waren neue Wettkampfformen hinzugekommen wie der oben schon genannte Europacup und der Weltcup (später Continentalcup). Außerdem gab es Europa- und Weltcupveranstaltungen für Teildisziplinen der Leichtathletik wie dem Gehen (Lugano-Cup) und dem Mehrkampf, die mehr Aufmerksamkeit auf sich zogen als die früher hoch im Kurs stehenden Länderkämpfe. Die Bedeutung einzelner Sportfeste, die für die Sportler im Hinblick auf Prämien für den Antritt, für Siege und für Rekorde immer lukrativer wurden, nahm sukzessive zu. Hier sind unter anderem Events wie Weltklasse Zürich, ISTAF Berlin, ASV-Sportfest Köln oder Sportfeste in Stockholm, Oslo, Monaco, … zu nennen, die später als IAAF Super Grand Prix, IAAF Golden League und Diamond League noch erheblich bedeutsamer wurden.
So wurden in den 1950er, 1960er und beginnenden 1970er Jahren Länderkämpfe noch teilweise als Live-Sendung im Fernsehen übertragen, was danach nicht mehr der Fall war, weil die Aufmerksamkeit in der Leichtathletik auf andere oben genannte Bereiche überging. Die Gewichtung sollte sich in den kommenden Jahren noch viel mehr auf Veranstaltungen verschieben, in denen der Fokus stärker auf die Einzelsportler und Staffeln gerichtet war. Länderkämpfe und Ländervergleiche auch in Form von Europacup und Weltcup spielten dabei abgesehen von der Beachtung durch ein Fachpublikum eine in den kommenden Jahren zunehmend untergeordnete Rolle. Neben bestimmten klassischen Sportfesten mit hohen Prämien ragten dabei vor allem die Wettbewerbe bei Olympischen Spielen, Europameisterschaften und ab 1983 bei Weltmeisterschaften heraus.

## Verschiedene Formen von Länderkämpfen
Es gab weiterhin sechs verschiedene Arten von Länderkämpfen:
1. Vergleiche mit einer Mischung von Disziplinen aus dem allgemeinen leichtathletischen Programm
Jede Nation war in der Regel mit zwei Athleten je Disziplin vertreten. Bei den Männern waren hier zwanzig Wettbewerbe zum Standard geworden. Aus dem olympischen Wettbewerbskatalog fehlten dabei in der Regel nur der Marathonlauf, die beiden Gehwettbewerbe und der Zehnkampf. Der Länderkampfdisziplinkatalog bei den Frauen hatte bis 1968 standardmäßig aus elf Disziplinen bestanden und war mit den damals bei Olympischen Spielen angebotenen Frauenwettbewerben identisch. Von 1969 an gab es hier Veränderungen: (1) Mit dem 1500-Meter-Lauf sowie der 4-mal-400-Meter-Staffel wurden zwei neue Wettbewerbe, die bei den Europameisterschaften 1969 in das Programm aufgenommen worden waren, mit in den Katalog der Frauenländerkämpfe integriert. Damit erhöhte sich die Zahl der Disziplinen auf dreizehn. (2) Der 80-Meter-Hürdenlauf war ab 1969 überall durch den 100-Meter-Hürdenlauf ersetzt worden. Das war auch bei den Länderkämpfen der Fall. Neu hinzu kam nun manchmal auch ein Rennen über 3000 Meter, eine Strecke, die erst 1984 olympisch wurde und dann in Angleichung an das Männerprogramm 1996 durch den 5000-Meter-Lauf abgelöst wurde. In seltenen Fällen gab es in Länderkämpfen sowohl bei den Frauen als auch bei den Männern Abweichungen vom Standard in Form von Hinzunahme oder Weglassen einzelner Disziplinen.
2. Vergleiche im Mehrkampf – bei den Frauen im Fünfkampf, bei den Männern im Zehnkampf
Die Zahl der Vertreter je Land war dabei nicht standardisiert. In der Regel wurden von den gestarteten Teilnehmern nicht alle gewertet. Bei vier Vertretern je Disziplin beispielsweise wurden meist die drei Besten gewertet. Einen Mehrkampf-Vergleich trugen die bundesdeutschen Leichtathleten in diesem Jahr nicht aus.
3. Vergleiche der Geher
Diese Begegnungen wurden bei den Männern in Form von Straßengehen ausgetragen. Es kamen zwei Disziplinen zur Austragung, ein Wettkampf über 20 Kilometer und ein Wettkampf über eine längere Distanz, die manchmal über 35 und manchmal über 50 Kilometer führte.
1976 kam das Gehen auch für die Frauen ins Programm. Ausgetragen wurde dabei ein Wettbewerb über 5000 Meter, 1976 auf der Straße, später wechselweise auf der Bahn oder auf der Straße. Das Gehen für Frauen stand erst ganz am Anfang seiner Entwicklung, diese Sportart musste sich im Frauenbereich noch durchsetzen. Bei Olympischen Spielen gab es 1992 in Barcelona zum ersten Mal einen Geher-Frauenwettbewerb, bei Europameisterschaften war das 1986 in Stuttgart zum ersten Mal der Fall.
Bezüglich der Teilnehmerzahl je Land und Wettbewerb wurde verfahren wie in den Mehrkämpfen.
4. Vergleiche im Straßenlauf
Ausgetragen wurde ein Rennen über dreißig Kilometer. Auch hier wurde bezüglich der Teilnehmerzahl je Land verfahren wie in den Mehrkämpfen.
5. Vergleiche im Marathonlauf.
Bezüglich der Teilnehmerzahl je Land wurde hier ebenfalls verfahren wie in den Mehrkämpfen.
6. Vergleiche mit den alleinigen Disziplinen Sprung und Wurf/Stoß.
Diese Art von Länderkämpfen wurde zum ersten Mal seit 1975 in Form eines Werfer-Vergleichs wieder ins Programm genommen.

## Austragungsform und Wertungsmodus
In der Vergangenheit wurden Länderkämpfe mit dem allgemeinen leichtathletischen Programm in der Regel mit zwei Vertretern pro Land und Disziplin durchgeführt. In einigen Vergleichen wurden wie schon in den Jahren zuvor drei Teilnehmer je Land und Wettbewerb eingesetzt. Die Regeln zur Punktevergabe wurden dabei durchgängig so angewendet, dass der Letztplatzierte einen Punkt erhielt, die weiteren Athleten in den Platzierungen jeweils aufwärts bis hin zu Rang zwei einen Punkt mehr. Der Erstplatzierte bekam zwei Punkte mehr gutgeschrieben als der Athlet auf Platz zwei. Für Länderkämpfe mit zwei Vertretern je Land und Disziplin bedeutete das: Platz 1: 5 P, Pl. 2: 3 P, Pl. 3: 2 P, Pl. 4: 1 P. Bei drei Vertretern je Land und Disziplin ergab sich folgende Punktevergabe: Platz 1: 7 P, Pl. 2: 5 P, Pl. 3: 4 P, Pl. 4: 3 P, Pl. 5: 2 P, Pl. 6: 1 P. Für die Staffeln gab es durchgängig fünf zu zwei Punkte.
Die Regeln zur Punktevergabe wurden ohne Ausnahme nach diesem standardisierten Wertungssystem angewendet. In weiteren Begegnungen mussten aufgrund anderer Rahmenbedingungen – mehr als zwei Teilnehmer je Nation in der Wertung oder mehr als ein Gegnerland – andere Regeln zur Punktevergabe zur Anwendung kommen. In den Mehrkämpfen wurden die Begegnungen entweder wie in anderen Begegnungen über die Platzierungen oder die Addition der im Wettkampf erzielten Punkte gewertet. Ähnlich wurde in den Straßenlauf-Länderkämpfen verfahren. Dort wurde entweder über die Platzierungen oder über die Addition der erzielten Zeiten gewertet.

## Geher-Länderkampf der Männer gegen Mexiko, Schweden, Spanien und Ungarn
Wie im Vorjahr trugen die Geher den ersten Vergleich dieser Saison aus. Gegner waren ebenfalls wie im ersten Länderkampf des letzten Jahres Teams aus Schweden, Mexiko, Spanien und Ungarn. Das Aufeinandertreffen fand sehr früh in der Saison am 19./20. April in Rhede statt. Vier dieser Nationen waren 1978 bereits einmal aufeinander getroffen, die Bundesrepublik hatte vor Spanien, Ungarn und Schweden gesiegt. Mit Mexiko hatte es 1975 einmal eine Begegnung gegeben, an der auch eine Vertretung aus Großbritannien teilgenommen hatte. Die mexikanischen Weltklassegeher hatten den Wettkampf vor der Bundesrepublik und Großbritannien klar für sich entschieden und waren auch im Vorjahr siegreich, als sie zum ersten Mal in im Geher-Vergleich mit den anderen hier in Rhede vertretenen Ländern dabei waren. Auch in Rhede waren die Mexikaner nicht zu schlagen. Mit sechzig Punkten ging die Länderkampfwertung mit immer noch deutlichem Vorsprung an Mexiko, obwohl der Abstand zu den nächstplatzierten Nationen kleiner wurde. Die Bundesrepublik Deutschland kam mit fünfzig Punkten auf den zweiten Platz, Schweden wurde mit 44 Punkten Dritter. Der Vorjahresfünfte Spanien belegte mit 42 Punkten knapp dahinter Rang vier vor Ungarn (mit 39 Punkten Fünfter und Letzter).

## Geher-Länderkampf der Männer gegen Frankreich
Auch den zweiten Vergleich des Jahres bestritten wieder die Geher. Am 17. Mai trafen sie im Rureifel-Ort Simmerath auf Frankreich. Die Begegnung fand als Zweiländerkampf zum vierten Mal statt, drei Mal hatte die Bundesrepublik gesiegt, nur im letzten Jahr hatte Frankreich gewonnen. Zuvor hatte es außerdem acht Länderkämpfe mit den französischen Gehern gegeben, an denen mit der Schweiz und zwei Mal auch zusätzlich mit Belgien weitere Nationen beteiligt waren. In allen diesen Wettkämpfen hatten die bundesdeutschen Vertreter vorne gelegen. Auch hier in Simmerath gewann die bundesdeutsche Mannschaft mit 24 zu zwanzig Punkten. Am selben Ort trugen parallel auch die weiblichen Geherinnen der beiden Nationen einen Länderkampf miteinander aus.

## Geher-Länderkampf der Frauen gegen Frankreich
Im dritten Vergleich dieser Saison traten die bundesdeutschen Geherinnen am 17. Mai in Simmerath wie die Männer gegen Frankreich an. Es war die vierte Begegnung zwischen den Geherinnen der beiden Länder. Die erste war 1977 an Frankreich gegangen, die zweite und dritte hatte die Bundesrepublik 1978 und 1979 für sich entschieden. In diesem Jahr gab es den dritten bundesdeutschen Erfolg, der mit zwölf zu zehn Punkten allerdings denkbar knapp ausfiel.

## Werfer-Länderkampf der Männer gegen Italien
Im vierten Saisonvergleich stand nach mehrjähriger Pause wieder ein Länderkampf der Werfer an. Am 17./18. Mai trafen sich dazu Vertreter aus der Bundesrepublik und Italien in der italienischen Stadt Formia ca. achtzig Kilometer nördlich von Neapel. Es war der erste Werfer-Vergleich zwischen den beiden Ländern, in dem sich die bundesdeutschen Vertreter mit 75 zu 68 Punkten durchsetzten.

## Leichtathletik-Länderkämpfe der Frauen gegen Großbritannien und gegen Rumänien
Der fünfte und sechste Saisonvergleich waren die ersten Länderkämpfe des Jahres mit dem allgemeinen leichtathletischen Programm. Sie wurden gleichzeitig auch als erste Veranstaltung seit 1976 ausgetragen, in denen drei Nationen antraten, die nicht gemeinsam wie in einem Dreiländerkampf, sondern getrennt in Länderkämpfen mit je zwei Nationen gewertet wurden. Die Frauen trafen dabei am 5. Juni in Stuttgart auf Großbritannien und Rumänien.
Mit Großbritannien hatten die bundesdeutschen Frauen zuvor dreizehn Vergleiche in Zweiländerkämpfen ausgetragen, die Bilanz lautete sieben zu sechs für die Bundesrepublik. Die letzte Begegnung war 1977 an Großbritannien gegangen. Außerdem hatte es im Vorjahr einen Dreiländervergleich gegeben, an dem zusätzlich die Schweiz beteiligt war und den die Bundesrepublik Deutschland für sich entschieden hatte. In Stuttgart konnte das britische Team die Bilanz ausgleichen und siegte mit 78 zu 67 Punkten.
Zum achten Mal bestritten die bundesdeutschen Leichtathletinnen einen Länderkampf mit Rumänien. Die Bilanz lautete sechs zu eins für Deutschland. Die einzige Niederlage hatte es 1974 gegeben, als Rumänien das Aufeinandertreffen in einer Veranstaltung mit vier Ländern, die getrennt als drei Zweiervergleiche gewertet worden waren, für sich entschieden hatte. Vor zwei Jahren waren dann die bundesdeutschen Vertreterinnen wieder siegreich gewesen. Hier in Stuttgart kam es mit 79 zu fünfzig Punkten zum siebten Erfolg über Rumänien.

## Geher-Länderkampf der Frauen gegen Schweden, Frankreich, Dänemark und die Schweiz
Im siebten Saisonvergleich traten die bundesdeutschen Geherinnen am 7. Juni zu ihrem zweiten Länderkampf in diesem Jahr an. Dabei kam es zum dritten Aufeinandertreffen mit Schweden, Dänemark, Frankreich und der Schweiz. Gastgeber war die ca. sechzig Kilometer östlich von Göteborg gelegene schwedische Stadt Borås. Die ersten beiden Vergleiche hatte 1978 und 1979 jeweils Schweden vor der Bundesrepublik und Frankreich gewonnen. Diese Reihenfolge gab es auch in Borås wieder. Die schwedischen Geherinnen lagen mit demselben Wert wie 1978 und 1979 von 43 Punkten vorne. Die bundesdeutschen Sportlerinnen erreichten mit 27 Punkten den zweiten Platz vor Frankreich (22 Punkte). Die Reihenfolge auf den Rängen vier und fünf vertauschte sich gegenüber dem Vorjahr wieder. Dänemark belegte mit fünfzehn Punkten den vierten Platz und die Schweiz wurde mit vierzehn Punkten nur einen Punkt dahinter Fünfter.

## Leichtathletik-Länderkampf der Männer gegen Polen
Im achten Saisonvergleich bestritten die bundesdeutschen Männer ihren dreizehnten Länderkampf mit dem starken Team aus Polen. Am 9./10. Juni war die polnische Hauptstadt Warschau Austragungsort der Begegnung. Die bundesdeutschen Leichtathleten hatten mit fünf zu sieben bei einem Unentschieden eine negative Bilanz gegen ihren Kontrahenten aufzuweisen. Die beiden letzten Aufeinandertreffen 1974 und 1975 hatte die Bundesrepublik Deutschland jedoch für sich entschieden. Darüber hinaus hatte es im letzten Jahr einen Vierländerkampf gegeben, an dem neben Großbritannien und der Schweiz auch Polen beteiligt war und den die Bundesrepublik gewonnen hatte. Doch diesmal mussten die Athleten aus der Bundesrepublik erneut eine Niederlage hinnehmen. Mit 104 zu 107 Punkten war das Resultat zwischen den beiden Ländern wieder einmal äußerst eng und die Niederlage entsprechend knapp. Auch die Frauen trugen gleichzeitig einen Länderkampf am selben Ort aus.

## Leichtathletik-Länderkämpfe der Frauen gegen Polen und gegen Ungarn
Die Saisonvergleiche Nummer neun und zehn wurden als zweite Veranstaltung des Jahres ausgetragen, in denen drei Nationen antraten, die nicht gemeinsam wie in einem Dreiländerkampf, sondern getrennt in Länderkämpfen mit je zwei Nationen gewertet wurden. Am 9./10. Juni traten die bundesdeutschen Leichtathletinnen dabei wie ihre männlichen Kollegen in Warschau gegen Polen an. Außerdem kam in diesem Aufeinandertreffen Ungarn als zweites Gegnerteam hinzu.
Zwölf Mal war die Bundesrepublik zuvor auf Polen getroffen. Acht Mal hatten die bundesdeutschen Leichtathletinnen gesiegt, vier Mal die Polinnen, die letzte Begegnung hatte die Bundesrepublik für sich entschieden und auch 1979, als in einem Vierländerkampf Großbritannien und die Schweiz zusätzliche Teilnehmer waren, hatte das bundesdeutsche Team vorne gelegen.
Ungarn war erst zum dritten Mal Gegner eines bundesdeutsche Frauenteams. Die ersten beiden Vergleiche 1966 und 1967 waren an die Bundesrepublik Deutschland gegangen.
In der Endabrechnung der beiden Begegnungen in Warschau mussten sich die bundesdeutschen Sportlerinnen den Polinnen diesmal mit 55 zu 78 Punkten deutlich geschlagen geben. Gegen Ungarn gab es dagegen mit 76 zu 57 Punkten den nun dritten Erfolg der Bundesrepublik Deutschland.

## Nachwuchs-Leichtathletik-Länderkampf der Männer gegen Italien
Der elfte Saisonvergleich wurde als Nachwuchs-Länderkampf gegen Italien ausgetragen, was in dieser Form zum ersten Mal der Fall war. Gastgeber war am 15./16. Juli die italienische Stadt Venedig. Die letzte Begegnung in einem Zweiländerkampf zwischen den beiden Nationen lag schon länger zurück und hatte 1964 stattgefunden. Zwischenzeitlich hatte es allerdings vier Veranstaltungen als Sechsländerkampf gegeben, an denen zusätzlich Belgien, Frankreich, die Niederlande und die Schweiz beteiligt waren. Alle vorangegangenen Treffen hatten die bundesdeutschen Teams für sich verbucht. Die italienischen Nachwuchsathleten waren den bundesdeutschen Talenten allerdings überlegen. Mit 121 zu neunzig Punkten gewann Italien in Venedig deutlich.

## Straßenlauf-Länderkampf der Männer gegen die Niederlande und die Schweiz
Der zwölfte Länderkampf des Jahres war ein Vergleich der Straßenläufer. Der inzwischen traditionelle Dreiervergleich zwischen der Schweiz, der Bundesrepublik Deutschland und den Niederlanden wurde am 6. August wurde im niederländischen Ort Baarn ca. dreißig Kilometer südöstlich von Amsterdam ausgetragen. Zum nun achtzehnten Mal fand dieses Aufeinandertreffen als einziger Straßenlauf-Länderkampf des Jahres 1980 statt. In den ersten elf vorangegangenen Begegnungen hatten immer die bundesdeutschen Läufer vorne gelegen, doch von 1974 bis 1977 hatte sich vier Mal in Folge das Team aus der Schweiz vor der bundesdeutschen Mannschaft durchgesetzt. 1978 war diese Serie durch den zwölften Sieg des bundesdeutschen Teams gestoppt worden. Im Vorjahr hatten die niederländischen Läufer ihren ersten Sieg in diesen Dreiländerkämpfen feiern können. In Baarn lag in 8:05:33 h mit dem insgesamt dreizehnten Erfolg in dieser Serie erneut das bundesdeutsche Team vorn. Nur eine Minute und zwei Sekunden dahinter belegten die Niederländer den zweiten Platz. Knapp zwei Minuten hinter den Siegern kamen die Schweizer Vertreter auf Rang drei. Damit war der Ausgang in diesem Jahr noch enger als 1979.

## Zehnkampf-Länderkampf der Männer gegen die Sowjetunion
Den dreizehnten Länderkampf dieser Saison bestritten die Zehnkämpfer, die nun schon zum zwölften Mal auf die Sowjetunion trafen. Die Begegnung wurde am 6./7. September in Lage bei Detmold ausgetragen. Die Zwischenbilanz lautete acht zu drei für die UdSSR, den letzten Sieg für die Bundesrepublik hatte es 1977 gegeben. In diesem Jahr lag die Sowjetunion mit 31.735 zu 31.605 Punkten wieder vorn. Auch die Mehrkämpferinnen der beiden Länder trafen sich an denselben beiden Tagen in Lage zu einem eigenen Vergleich.

## Fünfkampf-Länderkampf der Frauen gegen die Sowjetunion
Im vierzehnten und letzten Vergleich des Jahres 1980 traten die bundesdeutschen Fünfkämpferinnen wie ihre männlichen Mehrkampfkollegen am 6./7. September in Lage gegen die Sowjetunion an. Zehn Begegnungen zwischen diesen Teams hatte es zuvor gegeben, sieben hatte die Sowjetunion gewonnen, drei die Bundesrepublik Deutschland. Im Gegensatz zu den Zehnkämpfern gelang den bundesdeutschen Mehrkämpferinnen diesmal wieder ein Sieg über ihre sowjetischen Gegnerinnen. Mit 17.730 P zu 17.647 Punkten war das bundesdeutsche Team erfolgreich und verbesserte die Bilanz auf vier zu sieben.